# Lozen (distrikt i Bulgarien, Chaskovo)
Lozen (bulgariska: Лозен) är ett distrikt i Bulgarien.   Det ligger i kommunen Obsjtina Ljubimets och regionen Chaskovo, i den sydöstra delen av landet, 240 km öster om huvudstaden Sofia.
Trakten runt Lozen består till största delen av jordbruksmark. Runt Lozen är det ganska glesbefolkat, med 34 invånare per kvadratkilometer.